# Ptochophyle dargei
Ptochophyle dargei är en fjärilsart som beskrevs av Claude Herbulot 1978. Ptochophyle dargei ingår i släktet Ptochophyle och familjen mätare. Inga underarter finns listade.